# Sunset Beach
Sunset Beach was een Amerikaanse soapserie die werd uitgezonden op NBC om 11 uur 's ochtends van 6 januari 1997 tot 31 december 1999. Het werd in 70 landen uitgezonden en was onder meer erg populair in het Verenigd Koninkrijk, Finland, Australië, Zweden, Israël, Duitsland en Nieuw-Zeeland.

## Verhaallijnen
Een van de eerste verhaallijnen draaide om Meg, een jongedame uit Kansas die ontdekt dat haar verloofde Tim een affaire heeft met haar bruidsmeisje. Ze laat hem voor het altaar staan en gaat naar Sunset Beach, waar iemand woont die ze via het internet kent. Dit blijkt de rijke weduwnaar en advocaat Ben Evans te zijn. Ze zet haar zinnen op hem en krijgt een hekel aan zijn vriendin Annie. Zij wordt ook jaloers op haar aanwezigheid. Uiteindelijk gaat ook Tim naar Sunset Beach om Meg terug te winnen en krijgt hier een romantische connectie met Annie. Problemen ontstaan als Meg begint te vermoeden dat Ben een moordenaar is.
Meg en Ben worden een van de eerste koppels van de soapserie, samen met juwelendief Cole en Caitlin. Cole bezwangert uiteindelijk zowel Caitlin als diens ongelukkig getrouwde moeder Olivia. Olivia en Gregory plannen om Caitlins baby te stelen en deze te opvoeden als hun eigen, omdat ze haar relatie met Cole afkeuren vanwege zijn criminele verleden. Caitlin verliest uiteindelijk haar kind bij een auto-ongeluk. Als ze achter hun plan komt, huurt ze Annie in om hen uit elkaar te drijven. Annie steelt uiteindelijk Olivia's baby en zegt dat deze dood is geboren. Pas als Olivia achter de waarheid komt, wordt ze herenigd met haar zoon. Andere verhaallijnen gingen over bijvoorbeeld Virginia, die badmeester Michael en Vanessa uit elkaar probeert te drijven omdat ze Michael voor zichzelf wil.